# سرود (بازی ویدئویی)
سرود (به انگلیسی: Anthem) یک بازی نقش‌آفرینی اکشن چندنفره آنلاین است که توسط بایوور توسعه یافته و توسط الکترونیک آرتس منتشر شده‌است. این بازی برای مایکروسافت ویندوز، پلی استیشن ۴ و ایکس باکس وان در ۲۲ فوریه ۲۰۱۹ منتشر شد.
داستان دربارهٔ بازیکنانی است که در سیاره ای ناشناس قرار دارند و با پوشیدن لباس‌های قدرتمند (پیرا اسکلت برقی)، از بشریت در برابر تهدیدات فراتر از دیوارهای شهر خود حفاظت می‌کنند. عنوان بازی به Anthem of Creation اشاره دارد، نیرویی قدرتمند و اسرارآمیز که مسئول اکثر فناوری‌ها، پدیده‌ها و تهدیدهای خارق‌العاده در جهان بازی است. در روایت اصلی داستان، بازیکن وظیفه دارد تا مانع از بدرفتاری شروران بر کنترل نیروی Anthem شود.
سرود نقدهای متفاوتی از منتقدان دریافت کرد، آنان گیم پلی یکنواخت و سطحی و جنبه‌های فنی و داستانی را مورد انتقاد قرار دادند ولی مبارزه ، کنترل پرواز و تصاویر بصری بازی مورد تمجید قرار گرفت. با وجود برخی از دستاوردهای خوب در فروش، بازی نتوانست انتظارات تجاری را برآورده کند. استودیو بایوور در فوریه ۲۰۲۰ اعلام کرد طی یک برنامه بلند مدت، گیم پلی اصلی سرود را دوباره بازطراحی می‌کند، اما همه برنامه‌ها بازطراحی در فوریه ۲۰۲۱ متوقف شد.

## بازتاب‌ها
| ناشر                    | امتیاز |
| ----------------------- | ------ |
| دستراکتید               | 7/10   |
| الکترونیک گیمینگ مانثلی | 7.5/10 |
| یوروگیمر                | [ ۶ ]  |
| گیم اینفورمر            | 7/10   |
| گیم رولیشن              | [ ۸ ]  |
| گیم‌اسپات                | 6/10   |
| گیمز ریدار+             | [ ۱۰ ] |
| آی‌جی‌ان                  | 6.5/10 |
| پی‌سی گیمر (بریتانیا)    | 55%    |
| یواس‌گیمر                | [ ۱۳ ] |
| VideoGamer.com          | 5/10   |

طبق سایت متاکریتیک، سرود «نظرات مختلط یا متوسط» دریافت کرد.